# Kreis Gransee
| Basisdaten                          | Basisdaten                                         |
| ----------------------------------- | -------------------------------------------------- |
| Bezirk der DDR                      | Potsdam                                            |
| Kreisstadt                          | Gransee                                            |
| Fläche                              | 945 km² (1989)                                     |
| Einwohner                           | 43.495 (1989)                                      |
| Bevölkerungsdichte                  | 46 Einwohner/km² (1989)                            |
| Kfz-Kennzeichen                     | D und P (1953–1990) DE (1974–1990) GRS (1991–1993) |
|                                     |                                                    |
| Der Kreis Gransee im Bezirk Potsdam |                                                    |

Der Kreis Gransee war  zur Zeit  der DDR ein Landkreis im Bezirk Potsdam. Von 1990 bis 1993 bestand er als Landkreis Gransee im Land Brandenburg fort. Heute gehört sein Gebiet zum Landkreis Oberhavel. Der Sitz der Kreisverwaltung befand sich in  der Stadt Gransee.

## Geographie

### Lage
Der Kreis Gransee umfasste Teile der historischen Landschaften Uckermark, Ruppiner Land, Land Löwenberg und Mecklenburg (Fürstenberger Werder).

### Nachbarkreise
Der Kreis grenzte im Uhrzeigersinn im Norden beginnend an die Kreise Neustrelitz, Templin, Bernau, Oranienburg und Neuruppin.

## Geschichte
Am 25. Juli 1952 kam es in der DDR zu einer grundlegenden Kreisreform, bei der unter anderem die Länder ihre Bedeutung verloren und neue Bezirke gegründet wurden. Aus Teilen der alten Kreise Templin und Neuruppin wurde der neue Kreis Gransee geschaffen. Der Kreis wurde dem neuen Bezirk Potsdam zugeordnet. Sitz der Kreisverwaltung war in der Stadt Gransee.
Mit der Wiedervereinigung 1990 wurde der Kreis Gransee ein Landkreis nach deutschem Kommunalrecht. Bereits vor der Wiedervereinigung, am 17. Mai 1990, wurde der Kreis formal in Landkreis Gransee umbenannt. Ab dem 3. Oktober 1990 gehörte er zum damals neu gegründeten Land Brandenburg.

## Kreisangehörige Gemeinden und Städte
Aufgeführt sind alle Orte, die am 25. Juli 1952 bei Einrichtung des Kreises Gransee eigenständige Gemeinden waren. Eingerückt sind Gemeinden, die bis zum 5. Dezember 1993 ihre Eigenständigkeit verloren und in größere Nachbargemeinden eingegliedert wurden.
- Gransee, Kreisstadt
  - Altglobsow (am 1. Januar 1957 wurde Burow eingemeindet; Altglobsow inkl. Burow wurde am 30. April 1974 nach Zernikow eingemeindet[4]) (heute Ortsteil der Gem. Großwoltersdorf)
- Altlüdersdorf (heute ein Ortsteil der Stadt Gransee)
- Altthymen (heute ein Ortsteil der Stadt Fürstenberg/Havel)
- Badingen
- Barsdorf (heute ein Ortsteil der Stadt Fürstenberg/Havel)
- Baumgarten (heute ein Ortsteil von Sonnenberg)
- Bergsdorf (heute ein Ortsteil von Zehdenick)
- Blumenow (heute ein Ortsteil der Stadt Fürstenberg/Havel)
- Bredereiche (heute ein Ortsteil der Stadt Fürstenberg/Havel)
  - Buberow (schloss sich am 1. Januar 1974 mit Kraatz zu Kraatz-Buberow zusammen[4]) (heute ein Ortsteil der Stadt Gransee)
  - Buchholz (wurde am 30. April 1974 nach Zernikow eingemeindet[4]) (heute Ortsteil der Gem. Großwoltersdorf)
- Burgwall (heute ein Ortsteil von Zehdenick)
  - Burow (am 1. Januar 1957 eingemeindet nach Altglobsow[4]) (heute Ortsteil der Gem. Großwoltersdorf)
- Dannenwalde (heute ein Ortsteil der Stadt Gransee)
- Dollgow (heute ein Ortsteil von Stechlin)
- Falkenthal (heute ein Ortsteil der Gemeinde Löwenberger Land)
- Fürstenberg/Havel
- Glambeck (heute ein Ortsteil der Gemeinde Löwenberger Land)
- Gramzow (heute ein Ortsteil der Stadt Gransee)
- Grieben (heute ein Ortsteil der Gemeinde Löwenberger Land)
- Großmutz (am 1. Januar 1974 wurde Hoppenrade eingemeindet) (heute ein Ortsteil der Gemeinde Löwenberger Land)
- Großwoltersdorf (Gemeinde und Ortsteil)
- Grüneberg (heute ein Ortsteil der Gemeinde Löwenberger Land)
- Gutengermendorf (heute ein Ortsteil der Gemeinde Löwenberger Land)
- Häsen (heute ein Ortsteil der Gemeinde Löwenberger Land)
- Himmelpfort (heute ein Ortsteil der Stadt Fürstenberg/Havel)
  - Hoppenrade (wurde am 1. Januar 1974 nach Großmutz eingemeindet[4]) (heute ein Ortsteil der Gemeinde Löwenberger Land)
- Kappe (heute ein Ortsteil von Zehdenick)
- Keller (heute ein Ortsteil der Stadt Lindow (Mark) im Lkr. Ostprignitz-Ruppin)
- Klein-Mutz (heute ein Ortsteil von Zehdenick)
  - Kraatz (schloss sich am 1. Januar 1974 mit Buberow zur neuen Gemeinde Kraatz-Buberow zusammen[4]) (heute ein Ortsteil der Stadt Gransee)
- Kraatz-Buberow (entstanden am 1. Januar 1974 aus dem Zusammenschluss von Buberow und Kraatz)
- Krewelin (heute ein Ortsteil von Zehdenick)
- Kurtschlag (heute ein Ortsteil von Zehdenick)
  - Liebenberg (am 1. Januar 1957 eingemeindet nach Neulöwenberg[4]) (heute ein Ortsteil der Gemeinde Löwenberger Land)
  - Linde (wurde am 1. Januar 1974 nach Löwenberg eingemeindet[4]) (heute ein Ortsteil der Gemeinde Löwenberger Land)
- Löwenberg (am 1. Januar 1974 wurde Linde eingegliedert) (heute ein Ortsteil der Gemeinde Löwenberger Land)
- Marienthal (heute ein Ortsteil von Zehdenick)
- Menz (heute ein Ortsteil von Stechlin)
- Meseberg (heute ein Ortsteil der Stadt Gransee)
- Mildenberg (heute ein Ortsteil von Zehdenick)
- Neuglobsow (heute ein Ortsteil von Stechlin)
- Neulögow (heute ein Ortsteil der Stadt Gransee)
- Neulöwenberg (am 1. Januar 1957 wurde Liebenberg eingegliedert) (heute ein Ortsteil der Gemeinde Löwenberger Land)
- Ribbeck (heute ein Ortsteil von Zehdenick)
- Rönnebeck (heute ein Ortsteil von Sonnenberg)
- Schönermark
- Schulzendorf (heute ein Ortsteil von Sonnenberg)
- Seilershof (heute ein Ortsteil der Stadt Gransee)
- Sonnenberg (heute eine Gemeinde und ein Ortsteil von Sonnenberg)
- Steinförde (heute ein Ortsteil der Stadt Fürstenberg/Havel)
- Tornow (heute ein Ortsteil der Stadt Fürstenberg/Havel)
- Vogelsang (heute ein Ortsteil von Zehdenick)
- Wesendorf (heute ein Ortsteil von Zehdenick)
- Wolfsruh (heute Ortsteil der Gem. Großwoltersdorf)
- Zabelsdorf (heute ein Ortsteil von Zehdenick)
- Zehdenick
- Zernikow (am 30. April 1974 wurden Altglobsow mit Burow sowie Buchholz eingemeindet) (heute Ortsteil der Gem. Großwoltersdorf)
- Zootzen (heute ein Ortsteil der Stadt Fürstenberg/Havel)

Durch die Kreisreform, die am 6. Dezember 1993 wirksam wurde, wurde der Landkreis Gransee mit dem südlich angrenzenden Landkreis Oranienburg zum Landkreis Oberhavel vereinigt. Die neue Kreisverwaltung nahm ihren Sitz in Oranienburg. Die Gemeinde Keller wurde ein Ortsteil der Stadt Lindow (Mark) und wechselte in den Landkreis Ostprignitz-Ruppin.

## Sonstiges
Im Jahr 1995 belegte das Gebiet des ehemaligen Landkreises Gransee in einer Untersuchung zur Lebensqualität in Deutschland den ersten Platz im Bereich Umwelt (Dieter Korczak: Lebensqualität-Atlas. Westdeutscher Verlag, Opladen 1995, Seite 142):
„Für die Berechnung des Lebensqualität-Index Umwelt sind acht Einzelindikatoren berücksichtigt worden: Die Siedlungs-, Wald- und Wasserfläche, die Trinkwasserbeschaffenheit und die Schadstoffbelastung mit SO2, NO2, Ozon und Staub. Es geht uns mit anderen Worten um reine Luft, reines Wasser, reinen und unversiegelten Boden. [...] Die besten Umweltbedingungen Deutschlands hat der brandenburgische Landkreis Gransee nördlich von Berlin und südlich der mecklenburgischen Seenplatte. In diesem Landkreis ist das Wasser reichlich vorhanden und sauber. Weder Stickoxyde noch Schwefeldioxyd noch Staub belasten die Umwelt. Wie alle ‚grünen‘ Landstriche hat jedoch auch der Landkreis Gransee mit der bodennahen Ozonbelastung zu kämpfen. Im Landkreis Gransee befinden sich so idyllische Orte wie die kleine Stadt Fürstenberg, die sich auf drei Inseln zwischen Röblinsee, Balensee und Schwedtsee erstreckt. Fürstenberg ist als ostdeutscher Ferienort in wald- und seenreicher Umgebungen schon immer sehr geschätzt worden.“

## Kfz-Kennzeichen
Den Kraftfahrzeugen (mit Ausnahme der Motorräder) und Anhängern wurden von etwa 1974 bis Ende 1990 dreibuchstabige Unterscheidungszeichen, die mit dem Buchstabenpaar DE begannen, zugewiesen. Die letzte für Motorräder genutzte Kennzeichenserie war DY 00-01 bis DY 20-00.
Anfang 1991 erhielt der Landkreis das Unterscheidungszeichen GRS. Es wurde bis Ende 1993 ausgegeben.